# Hybos femoratus
Hybos femoratus är en tvåvingeart som först beskrevs av Cornelius Herman Muller 1776.  Hybos femoratus ingår i släktet Hybos och familjen puckeldansflugor. Arten är reproducerande i Sverige. Inga underarter finns listade i Catalogue of Life.

## Bildgalleri

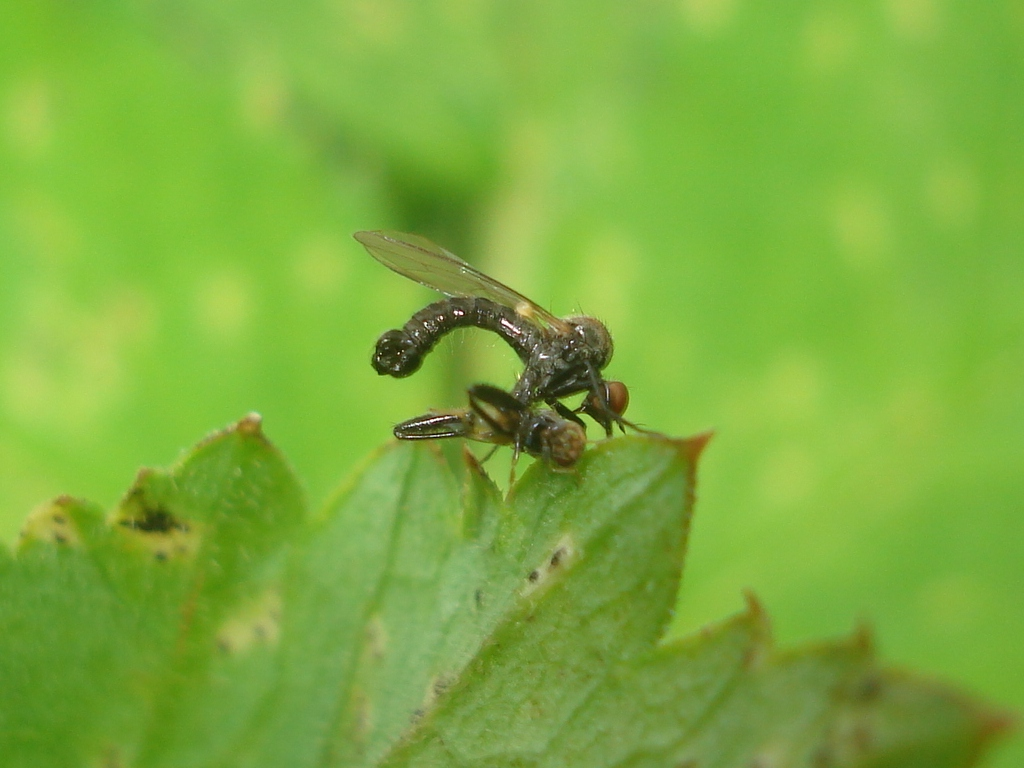